# スーパー戦隊“魂”
スーパー戦隊“魂”（スーパーせんたいスピリッツ、Super Sentai Spirits）は、日本の音楽出版社バースデーソング音楽出版が企画・制作する音楽コンサート。

## 概要
特撮テレビドラマシリーズ「スーパー戦隊シリーズ」に関連する楽曲で構成されたライブイベントとして、2004年に初開催。以降は隔年で開催し、2010年以降は毎年開催となっている。
なお各年の公演日程についても、2008年には2日間での開催となり、2010年以降は大阪会場での公演も含め毎年2〜3日での開催となっている。

## 主な出演者
※各回の出演アーティストはそれぞれの回の項目を参照。
- ショッカーO野 - MC
- アップルパイ - コーラス担当
- ザ☆カインズ - コーラス担当
- スーパーレスキューBAND - 演奏

現在、ささきいさお・MoJo・山形ユキオ・高取ヒデアキは開催された全ての年に出演している。

## 公演詳細
以下、太字は初披露曲および初登場アーティストを示す。

### スーパー戦隊“魂” 2004
- 開催日：2004年11月29日
- 会場：Shibuya O-EAST

出演者
ささきいさお、堀江美都子、MoJo、串田アキラ、宮内タカユキ、影山ヒロノブ、北原拓、佐藤健太、NEW JACK 拓郎、石原慎一、佐々木久美、山形ユキオ、Salia、高取ヒデアキ、遠藤正明、サイキックラバー

### スーパー戦隊“魂”II 2006
- 開催日：2006年11月19日
- 会場：Shibuya O-EAST

出演者
ささきいさお、堀江美都子、MoJo、串田アキラ、宮内タカユキ、影山ヒロノブ、北原拓、佐藤健太、鈴木けんじ、NEW JACK 拓郎、山形ユキオ、高取ヒデアキ、遠藤正明、サイキックラバー、岩崎貴文、Sister MAYO、NoB
- このほか招待客として、和田圭市、齋藤ヤスカ、新堀和男、岡本美登、竹本昇、成田賢、なりた洋などが紹介された。

### スーパー戦隊“魂”III 2008
- 開催日：2008年11月29日（20世紀編）、11月30日（21世紀編）
- 会場：Shibuya O-EAST

出演者
両日出演
ささきいさお、串田アキラ、影山ヒロノブ
20世紀編のみ出演
堀江美都子、MoJo、成田賢、宮内タカユキ、北原拓、鈴木けんじ、NEW JACK 拓郎、速水けんたろう、石原慎一
21世紀編のみ出演
山形ユキオ、Salia、遠藤正明、水木一郎、Project.R（高取ヒデアキ、サイキックラバー、岩崎貴文、Sister MAYO、NoB、谷本貴義、高橋秀幸、五條真由美、大石憲一郎）

### スーパー戦隊“魂”IV 2010
- 開催日：2010年11月14日（東京公演）、11月20日（大阪公演）
- 会場：Zepp Tokyo（東京公演）、なんばHatch（大阪公演）

出演者
両日出演
ささきいさお、MoJo、串田アキラ、宮内タカユキ、影山ヒロノブ、速水けんたろう、山形ユキオ、高取ヒデアキ、遠藤正明、サイキックラバー、Sister MAYO、NoB、谷本貴義、高橋秀幸
東京公演のみ出演
堀江美都子、速水けんたろう
大阪公演のみ出演
石原慎一

### スーパー戦隊“魂”V 2011
- 開催日：2011年11月13日（東京公演）、11月19日（大阪公演）
- 会場：Zepp Tokyo（東京公演）、なんばHatch（大阪公演）

出演者
両日出演
ささきいさお、MoJo、串田アキラ、宮内タカユキ、北原拓、NEW JACK 拓郎、山形ユキオ、高取ヒデアキ、サイキックラバー、NoB、谷本貴義、高橋秀幸、松原剛志、Sister MAYO、五條真由美
東京公演のみ出演
堀江美都子

### スーパー戦隊“魂”VI 2012
- 開催日：2012年10月7日（東京公演）、11月3日（大阪公演）
- 会場：Zepp Tokyo（東京公演）、なんばHatch（大阪公演）

出演者
両日出演
ささきいさお、MoJo、串田アキラ、宮内タカユキ、風雅なおと、石原慎一、山形ユキオ、高取ヒデアキ、サイキックラバー、岩崎貴文、NoB、谷本貴義、高橋秀幸
東京公演のみ出演
堀江美都子、松原剛志
大阪公演のみ出演
Salia

### スーパー戦隊“魂”VII 2013
- 開催日：2013年10月27日（大阪公演）、11月2日（東京公演 21世紀編）、11月3日（東京公演 20世紀編）
- 会場：なんばHatch（大阪公演）、Zepp Tokyo（東京公演）

出演者
大阪公演、東京公演 21世紀編に出演
高取ヒデアキ、YOFFY（サイキックラバー）、NoB、高橋秀幸、鎌田章吾
大阪公演、東京公演 20世紀編に出演
ささきいさお、堀江美都子、MoJo、串田アキラ、宮内タカユキ、北原拓、鈴木けんじ
東京公演 21世紀編のみ出演
山形ユキオ、遠藤正明、IMAJO（サイキックラバー）、岩崎貴文、Sister MAYO、谷本貴義、松原剛志
東京公演 20世紀編のみ出演
影山ヒロノブ、佐藤健太、速水けんたろう、風雅なおと、石原慎一

### スーパー戦隊“魂”VIII 2014
- 開催日：2014年11月8日（21世紀編）、11月9日（20世紀編）
- 会場：豊洲PIT

出演者
21世紀編
山形ユキオ、Salia、高取ヒデアキ、YOFFY、岩崎貴文、Sister MAYO、NoB、谷本貴義、高橋秀幸、松原剛志、鎌田章吾、伊勢大貴
20世紀編
ささきいさお、堀江美都子、MoJo、串田アキラ、宮内タカユキ、北原拓、鈴木けんじ、速水けんたろう、風雅なおと

### スーパー戦隊“魂”IX 2015
- 開催日：2015年11月7日（東京公演 1日目）、11月8日（東京公演 2日目）、11月15日（大阪公演）
- 会場：Zepp Tokyo（東京公演）、なんばHatch（大阪公演）

出演者
全日出演
ささきいさお、MoJo、串田アキラ
東京公演 1日目、大阪公演に出演
山形ユキオ、高取ヒデアキ、サイキックラバー、伊勢大貴、大西洋平
東京公演 2日目、大阪公演に出演
堀江美都子、佐藤健太、速水けんたろう、NoB
東京公演 1日目のみ出演
岩崎貴文、Sister MAYO、谷本貴義、高橋秀幸、大石憲一郎、鎌田章吾
東京公演 2日目のみ出演
宮内タカユキ、影山ヒロノブ、風雅なおと、石原慎一、佐々木久美、遠藤正明
大阪公演のみ出演
松原剛志

### スーパー戦隊“魂”X 2016
- 開催日：2016年11月5日（東京公演 21世紀編）、11月6日（東京公演 20世紀編）、11月27日（大阪公演）
- 会場：Zepp Tokyo（東京公演）、Zepp Namba(OSAKA)（大阪公演）

出演者
東京公演 21世紀編、大阪公演に出演
山形ユキオ、高取ヒデアキ
東京公演 20世紀編、大阪公演に出演
ささきいさお、堀江美都子、MoJo、串田アキラ、佐藤健太、鈴木けんじ、NEW JACK 拓郎、風雅なおと、石原慎一、佐々木久美
東京公演 21世紀編のみ出演
Salia、サイキックラバー、岩崎貴文、Sister MAYO、NoB、谷本貴義、高橋秀幸、松原剛志、鎌田章吾、伊勢大貴
東京公演 20世紀編のみ出演
宮内タカユキ、嶋大輔、速水けんたろう
大阪公演のみ出演
大西洋平

### スーパー戦隊“魂”XI 2017
- 開催日：2017年11月4日（東京公演 21世紀編）、11月5日（東京公演 20世紀編）、11月12日（大阪公演）
- 会場：Zepp Tokyo（東京公演）、なんばHatch（大阪公演）

出演者
東京公演 21世紀編、大阪公演に出演
山形ユキオ、松原剛志、幡野智宏
東京公演 20世紀編、大阪公演に出演
ささきいさお、堀江美都子、MoJo、串田アキラ、宮内タカユキ、嶋大輔、佐藤健太
東京公演 21世紀編のみ出演
Salia、高取ヒデアキ、サイキックラバー、岩崎貴文、Sister MAYO、谷本貴義、高橋秀幸、鎌田章吾、伊勢大貴
東京公演 20世紀編のみ出演
鈴木けんじ、NEW JACK 拓郎、風雅なおと、石原慎一

### スーパー戦隊“魂”XII 2018
- 開催日：2018年11月3日（東京公演 1日目）、11月4日（東京公演 2日目）、11月11日（大阪公演）
- 会場：Zepp Tokyo（東京公演）、なんばHatch（大阪公演）

出演者
全日出演
ささきいさお、吉田達彦、吉田仁美
東京公演 1日目、大阪公演に出演
MoJo、串田アキラ、NoB、高橋秀幸、伊勢大貴
東京公演 2日目、大阪公演に出演
堀江美都子、影山ヒロノブ、速水けんたろう
東京公演 1日目のみ出演
　宮内タカユキ、高取ヒデアキ、サイキックラバー、岩崎貴文、Sister MAYO、谷本貴義、鎌田章吾、大西洋平
東京公演 2日目のみ出演
嶋大輔、佐藤健太、鈴木けんじ、NEW JACK 拓郎、風雅なおと、石原慎一、山形ユキオ、Salia、松原剛志、幡野智宏

### スーパー戦隊“魂”XIII 2019
- 開催日：2019年11月3日（東京公演 1日目）、11月4日（東京公演 2日目）、11月10日（大阪公演）
- 会場：Zepp Tokyo（東京公演）、なんばHatch（大阪公演）

出演者
全日出演
ささきいさお
東京公演 1日目、大阪公演に出演
MoJo、串田アキラ、宮内タカユキ、Sister MAYO、幡野智宏
東京公演 2日目、大阪公演に出演
堀江美都子、佐藤健太、高取ヒデアキ、サイキックラバー、NoB、大西洋平
東京公演 1日目のみ出演
鈴木けんじ、風雅なおと、石原慎一、佐々木久美、岩崎貴文、谷本貴義、高橋秀幸、松原剛志、吉田達彦、吉田仁美
東京公演 2日目のみ出演
影山ヒロノブ、嶋大輔、NEW JACK 拓郎、山形ユキオ、Salia、鎌田章吾、伊勢大貴
大阪公演のみ出演
速水けんたろう

### スーパー戦隊“魂”2020
- 開催日：2020年10月31日（21世紀編）、11月1日（20世紀編）
- 会場：Zepp Tokyo

出演者
21世紀編
山形ユキオ、高取ヒデアキ、岩崎貴文、SisterMAYO、NoB、高橋秀幸、伊勢大貴、大西洋平、幡野智宏、出口たかし
20世紀編
ささきいさお、MoJo、串田アキラ、宮内タカユキ、嶋大輔、New Jack拓郎、速水けんたろう、石原慎一

### スーパー戦隊“魂”2021
- 開催日：2021年11月6日（1日目）、11月7日（2日目）
- 会場：Zepp Tokyo

出演者
1日目
MoJo、串田アキラ、影山ヒロノブ、NewJack拓郎、石原慎一、山形ユキオ、遠藤正明、岩崎貴文、Sister MAYO、松原剛志、幡野智宏
2日目
ささきいさお、堀江美都子、嶋大輔、佐藤健太、鈴木けんじ、速水けんたろう、高取ヒデアキ、YOFFY(サイキックラバー)、NoB、谷本貴義、伊勢大貴、つるの剛士

### スーパー戦隊“魂”2022
- 開催日：2022年11月5日（東京公演 1日目）、11月6日（東京公演 2日目）、11月13日（大阪公演）
- 会場：Zepp DiverCity(TOKYO)（東京公演）、Zepp Namba(OSAKA)（大阪公演）

出演者
東京公演 1日目
MoJo、串田アキラ、宮内タカユキ、高山成孝、石原慎一、山形ユキオ、高取ヒデアキ、サイキックラバー、高橋秀幸、鎌田章吾、大西洋平、幡野智宏
東京公演 2日目
ささきいさお、堀江美都子、影山ヒロノブ、嶋大輔、佐藤健太、鈴木けんじ、NewJack拓郎、速水けんたろう、遠藤正明、NoB、MORISAKI WIN
大阪公演
ささきいさお、堀江美都子、MoJo、串田アキラ、影山ヒロノブ、NewJack拓郎、高山成孝、大西洋平、MORISAKI WIN

### スーパー戦隊“魂”2023
- 開催日：2023年11月4日（東京公演 21世紀編）、11月5日（東京公演 20世紀編）、11月12日（大阪公演）
- 会場：Zepp DiverCity(TOKYO)（東京公演）、大阪なんばHatch（大阪公演）

出演者
東京公演 21世紀編
山形ユキオ、高取ヒデアキ、サイキックラバー、岩崎貴文、Sister MAYO、谷本貴義、高橋秀幸、松原剛志、鎌田章吾、幡野智宏、吉田達彦、吉田仁美、古川貴之
東京公演 20世紀編
ささきいさお、堀江美都子、MoJo、串田アキラ、宮内タカユキ、影山ヒロノブ、嶋大輔、佐藤健太、鈴木けんじ、NewJack拓郎、速水けんたろう、高山成孝、石原慎一
大阪公演
ささきいさお、堀江美都子、MoJo、串田アキラ、影山ヒロノブ、NewJack拓郎、山形ユキオ、高取ヒデアキ、NoB、古川貴之

### スーパー戦隊“魂”2024
- 開催日：2024年11月2日（東京公演 21世紀編）、11月3日（東京公演 20世紀編）
- 会場：Zepp DiverCity(TOKYO)

出演者
21世紀編
山形ユキオ、高取ヒデアキ、遠藤正明、サイキックラバー、Sister MAYO、NoB、谷本貴義、高橋秀幸、松原剛志、伊勢大貴、幡野智宏
20世紀編
ささきいさお、堀江美都子、MoJo、宮内タカユキ、影山ヒロノブ、佐藤健太、鈴木けんじ、NewJack拓郎、速水けんたろう、高山成孝、石原慎一

## ソフト化
ライブCD
- 「スーパー戦隊“魂”2004 LIVE」（2005年1月19日、コロムビアミュージックエンタテインメント、COCX-33064）

ライブDVD
- 「スーパー戦隊“魂”2004 LIVE DVD」（2005年3月23日、コロムビアミュージックエンタテインメント、COBC-4391-2）
- 「スーパー戦隊“魂"2006 LIVE」（2007年1月24日、コロムビアミュージックエンタテインメント、COBC-4605-6）